# Lyman (huyện)
Huyện Lyman (tiếng Ukraina: Лиманський район, chuyển tự: Lymans’kyi raion), cho đến năm 2016: Huyện Krasnyi Lyman (tiếng Ukraina: Краснолиманський район, chuyển tự: Krasnyi Lymans’kyi raion) là một huyện của tỉnh Donetsk thuộc Ukraina. Huyện Krasnyi Lyman có diện tích 1018 km², dân số theo điều tra dân số ngày 5 tháng 12 năm 2001 là 24781 người với mật độ 24 người/km2. Trung tâm huyện nằm ở Lyman.